# Uzo Egonu
Uzo Egonu (Onitsha, 25 dicembre 1931 – Londra, 14 agosto 1996) è stato un artista nigeriano, e britannico.

## Biografia
Uzo Egonu nasce nel 1931 a Onitsha in Nigeria. Nel 1945 si trasferisce a 13 anni in Gran Bretagna dove tra il 1949 e il 1956 studia alla Camberwell School of Fine Arts and Crafts di Londra. Viaggia in Europa tra il 1952 e il 1960. Solo nel 1977 tornerà per pochi giorni in Nigeria per visitare il FESRAC il secondo Festival Mondial des Arts Nègres. A partire dal 1983 è consulente per l'International Association of Art, un onore ricevuto da artisti come Henry Moore e Joan Miró. Nel 1984 riceve il proemio internazionale per la grafica alla Biennale di Cracovia e nel 1985 è fellow all'Adele Institute di Nimo. Muore il 14 agosto 1996 a Londra. Nel 2004 il Museo di Londra gli dedica la personale Uzo Egonu's London.
Le sue opere sono conservate a Londra al Victoria and Albert Museum, all'Africa Centre e all'Arts Council; vi sono opere anche al Commonwealth Institute di Edimburgo, al Centre for Black and African Arts and Civilisation di Lagos, al National Museum for Modern Art di Baghdad, al National Museum of Modern Art della Polonia e alla Galleria Civica d'Arte Contemporanea in Sicilia.

## Opera
Il lavoro artistico di Uzo Egonu si concentra sulla pittura e l'incisione. Olu Oguibe analizza il suo lavoro come una sintesi tra l'esperienza africana e le forme moderne europea.

### Esposizioni
- Commonwealth Institute Art Gallery, London, Great Britain, 1973.
- "Ljubljana Graphic Art Biennial”, Graphic Art Biennial, Ljubljana, Slovenia, 1975.
- Hayward Art Gallery, Londra, 1989.
- Herbert Art Gallery and Museum, Coventry, 1990.
- Seen/Unseen: Uzo Egonu, Libaina Himid, Olu Oguibe, Olake Shoga, Yinka Shonibare, Bluecoat Gallery, 1994.
- The Short Century, esposizione itinerante Villa Stuck, Munich e House of World Cultures di Berlino, 2001.
- Personale Uzo Egonu's London al Museo di Londra, 2004.